# Onthophagus setchan
Onthophagus setchan là một loài bọ cánh cứng trong họ Bọ hung (Scarabaeidae).